# Sinoptička evanđelja
Sinoptička evanđelja (grč. συνοπτιϰός: koji ima sveobuhvatan pogled) zajednički je naziv za Evanđelje po Mateju, Evanđelje po Marku i Evanđelje po Luki.
Ta tri evanđelja imaju mnoštvo podudarnosti u prikazivanju i opisivanju događaja, i u tome se razlikuju od četvrtog evanđelja, Evanđelja po Ivanu.
Sličnosti sinoptičkih evanđelja tumače se teorijom dvaju izvora. Prema toj teoriji prvi izvor ujedno je i izravni predložak Evanđelja po Marku, a drugi je »izvor Q«, koji je sadržavao Isusove riječi.

## Vanjske poveznice
Mrežna mjesta
- Allan J. McNicol, Važnost sinoptičkog problema za tumačenje Evanđelja, Kairos 1/2007.